# Per sempre (Nina Zilli)
Per sempre è un brano musicale della cantante italiana Nina Zilli, pubblicato come singolo il 15 febbraio 2012 dall'etichetta discografica Universal.
Il brano, scritto dalla stessa Zilli e da Roberto Casalino, ha partecipato al 62º Festival di Sanremo, dove si è classificato 7°. La sua partecipazione al Festival era stata annunciata il 15 gennaio 2012. Per la cantante si è trattato della seconda partecipazione al Festival, dopo L'uomo che amava le donne presentata nel 2010.
La performance a Sanremo di Nina Zilli con questo brano le vale la partecipazione all'Eurovision Song Contest 2012, ma in seguito la cantante si presenterà con il successivo singolo L'amore è femmina (Out of love).

## Il brano
Parlando di Per sempre durante un'intervista a Vanity Fair, Nina Zilli ha definito il proprio brano "strappamutande", spiegando:
(Nina Zilli)
Come constatabile sul sito ufficiale della FIMI, il singolo è stato certificato disco di platino per gli oltre 30 000 downloads.

## Video musicale
Il videoclip prodotto per Per sempre è stato diretto dal regista Duccio Forzano.

## Tracce
1. Per sempre – 3:26

## Classifiche
| Classifica (2012) | Posizione massima |
| ----------------- | ----------------- |
| Italia            | 5                 |

### Classifiche di fine anno
| Classifica (2012) | Posizione |
| ----------------- | --------- |
| Italia            | 52        |